# Laus Pompeia
Laus Pompeia (o simplement Laus) era una ciutat de la Gàl·lia Transpadana a uns 25 km al sud-est de Milà en direcció a Placència, segons diu l'Itinerari d'Antoní.
Segons Plini el Vell va ser una ciutat fundada pels bois poc després que travessessin els Alps. Es va convertir en una ciutat romana amb la resta del país. Va rebre el cognom de Pompeia probablement per Gneu Pompeu Estrabó que va donar el dret de ciutadania romana a les ciutats de la Transpadana amb la llei Pompeia de civitate, encara que no es troba documentat aquest afegitó al nom. Es va convertir en una ciutat de certa importància, però no va ser teatre de cap esdeveniment destacat.
A l'edat mitjana es va dir Lodi i es va convertir en una comuna independent fins que l'any 1112 els milanesos la van ocupar i destruir. L'emperador Frederic I Barbaroja la va reconstruir el 1158 a uns 7 km a l'oest de l'antiga ciutat. La nova ciutat es va dir Lodi, i l'antiga Lodi Vecchio.